# 宮城県横断自動車道
宮城県横断自動車道（みやぎけんおうだんじどうしゃどう）は、宮城県柴田郡村田町と宮城県名取市を結ぶ高規格道路であり、まだ事業化されておらず調査中である。

## 概要
区間
柴田郡村田町･村田JCT(東北自動車道･山形自動車道)付近～名取市･仙台空港IC(仙台東部道路)付近

## 歴史
地域高規格道路の候補路線であったが、2023年（令和5年）に新たに「高規格道路」と位置づけ調査中区間となった。